# Aplonobia karadagi
Aplonobia karadagi är en spindeldjursart som först beskrevs av P. Mitrofanov 1975.  Aplonobia karadagi ingår i släktet Aplonobia och familjen Tetranychidae. Inga underarter finns listade i Catalogue of Life.